# Gulbyxad snårsparv
Gulbyxad snårsparv (Atlapetes tibialis) är en fågel i familjen amerikanska sparvar inom ordningen tättingar.

## Utbredning och systematik
Fågeln förekommer i bergsregnskog i Costa Rica och västra Panama. Den behandlas som monotypisk.

### Släktestillhörighet
Fågeln placeras traditionellt tillsammans med arten gulgrön snårsparv i släktet Pselliophorus. DNA-studier visar att de är en del av snårsparvarna i Atlapetes och förs allt oftare dit.

## Status
Arten har ett begränsat utbredningsområde, men beståndet anses vara stabilt. IUCN kategoriserar arten som livskraftig. Beståndet uppskattas till i storleksordningen 50 000 till en halv miljon vuxna individer.